# Miss Agathe - Con lei non si scherza
Miss Agathe - Con lei non si scherza è una serie televisiva tedesca andata in onda per due stagioni su ARD.

## Episodi

### Stagione 1
| n° | Titolo originale                               | Titolo italiano                    | Prima TV Germania | Prima TV Italia |
| -- | ---------------------------------------------- | ---------------------------------- | ----------------- | --------------- |
| 1  | Agathe kann's nicht lassen - Mord im Kloster   | Miss Agathe - Delitto al Monastero | 27 ottobre 2005   | 23 agosto 2008  |
| 2  | Agathe kann's nicht lassen - Alles oder nichts | Miss Agathe - Morte al golf club   | 3 novembre 2005   | 30 agosto 2008  |

### Stagione 2
| n°  | Titolo originale                                   | Titolo italiano                             | Prima TV Germania | Prima TV Italia   |
| --- | -------------------------------------------------- | ------------------------------------------- | ----------------- | ----------------- |
| 1-3 | Agathe kann's nicht lassen - Die Tote im Bootshaus | Miss Agathe - Morte sulla casa galleggiante | 21 dicembre 2006  | 6 settembre 2008  |
| 2-4 | Agathe kann's nicht lassen - Mord mit Handicap     | Miss Agathe - Omicidi alla roulette         | 30 dicembre 2006  | 13 settembre 2008 |
| 3-5 | Agathe kann's nicht lassen - Das Mörderspiel       | Miss Agathe - Il gioco dell'assassino       | 4 gennaio 2007    | 20 settembre 2008 |